# 太古船塢

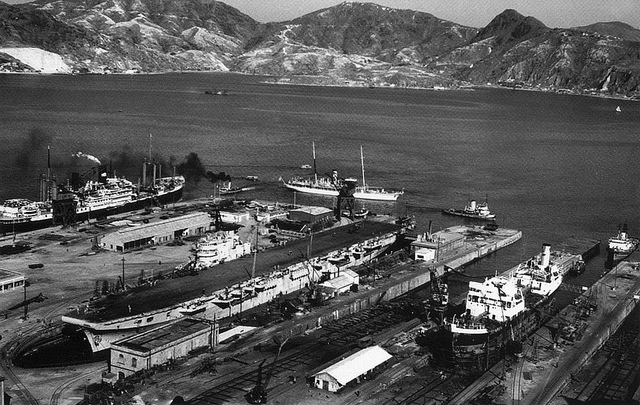
1952年的太古船塢

22°17′10″N 114°13′01″E / 22.286°N 114.217°E
太古船塢是香港昔日的一座船塢，位於港島東區鰂魚涌太古城現址，由太古洋行開設，為當時亞洲其中最大規模的船塢之一。

## 歷史

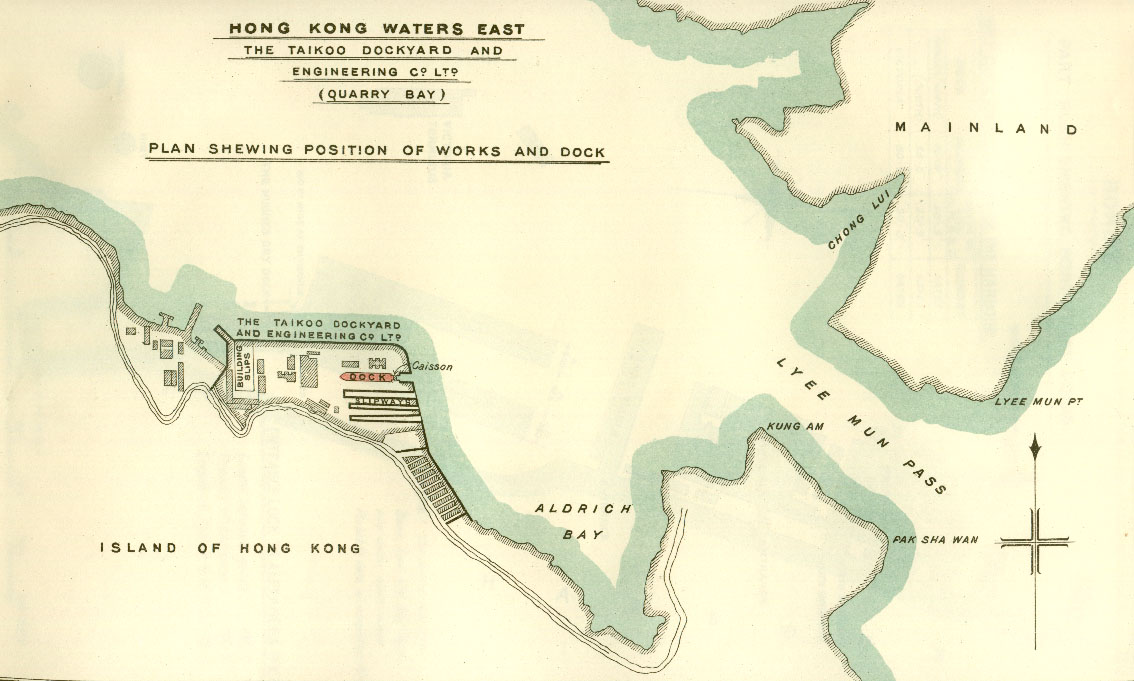
1900年代太古船塢的位置圖

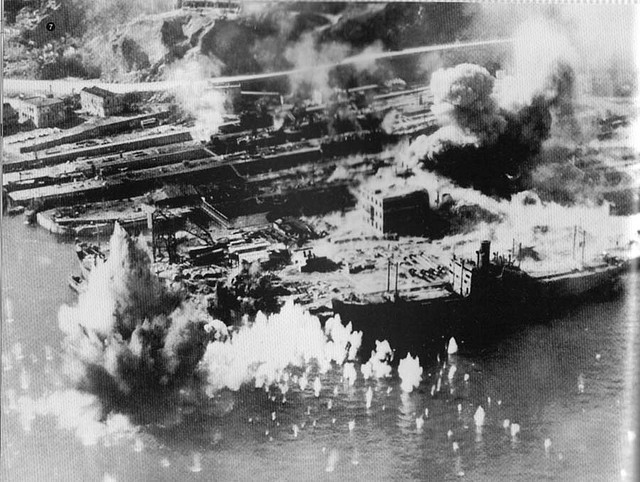
日軍佔領時被炮彈炸毀的太古船塢

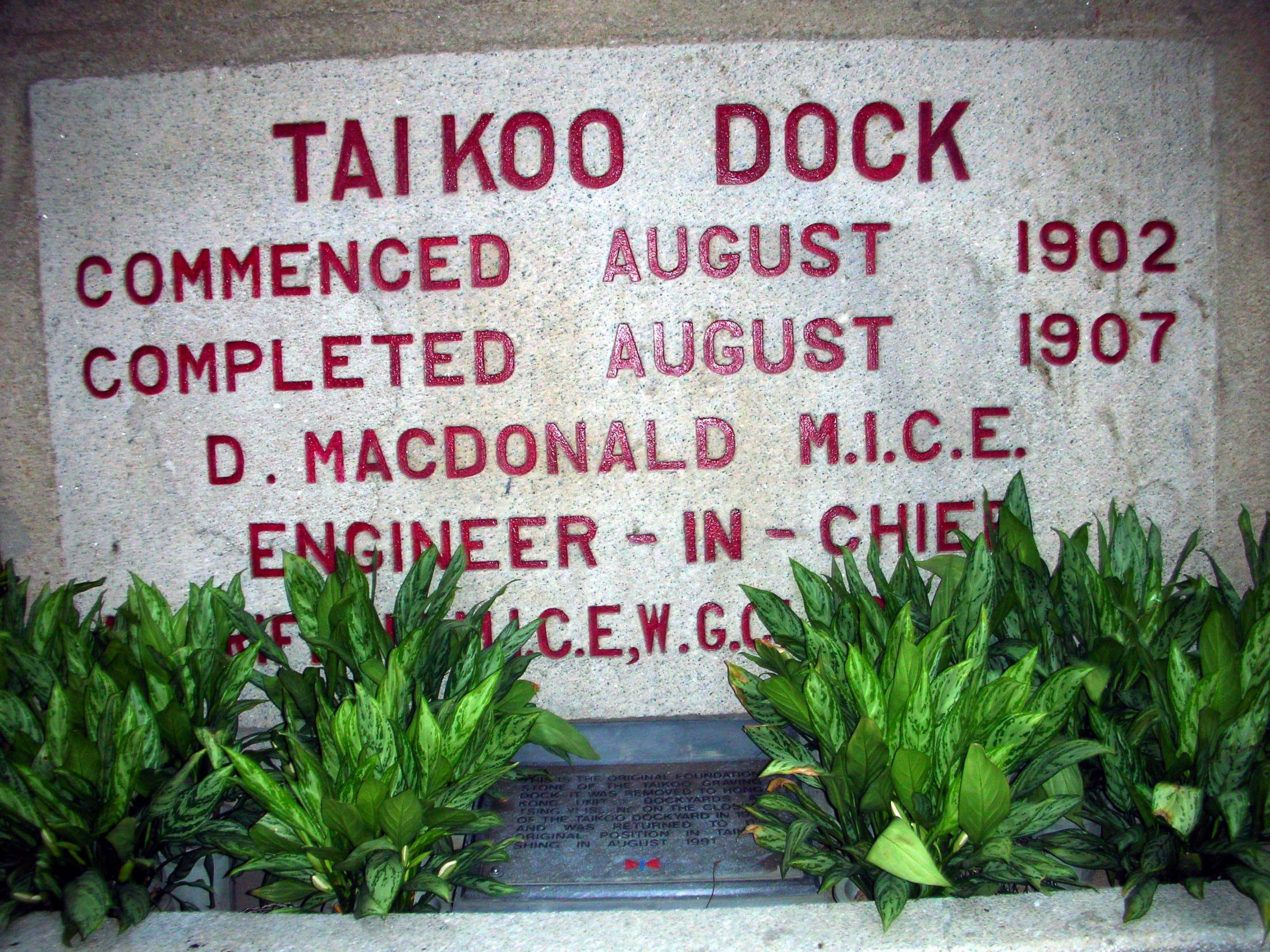
太古船塢落成時的碑石，現存於太古城

1883年，太古公司於當時荒蕪一片的鰂魚涌附近發展當時香港最龐大的工業區，設立了太古船塢、太古糖廠及香港汽水廠。太古船塢當時已是香港規模最大的船塢，一度僱用了超過5,000名工人，而造船技術和出產船隻的排水量皆與日本齊名。
太古洋行為太古船塢職工在船塢側的西灣河及鰂魚涌一帶興建宿舍，全以太字為名。太古亦創辦了太古小學，供職工的子女就讀。
1910年代至1971年，太古船塢也兼營位於九龍尖沙咀九廣鐵路旁的藍煙囪貨倉碼頭。其中，也在香港淪陷時期，被日軍佔領，而被炮彈炸毀。但戰後規模反而更大，員工設施和福利更完善。
1970年代，隨著香港造船業式微，太古船塢與黃埔船塢在新界西青衣合併成今日的香港聯合船塢。太古船塢原址則發展為住宅及商業區，成為今日的太古城。
太古船塢曾於1971年發生五級大火，當時停泊於船塢內進行維修的一艘古巴貨輪失火，釀成3死4傷。

## 太古船塢出產船隻

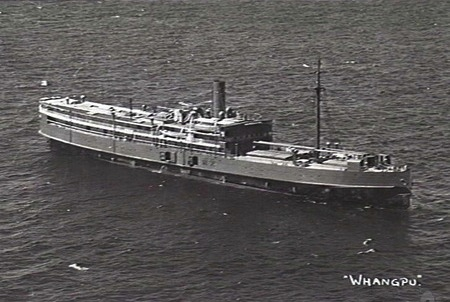
HMAS Whang Pu（英语：HMAS Whang Pu）（1920年建造）
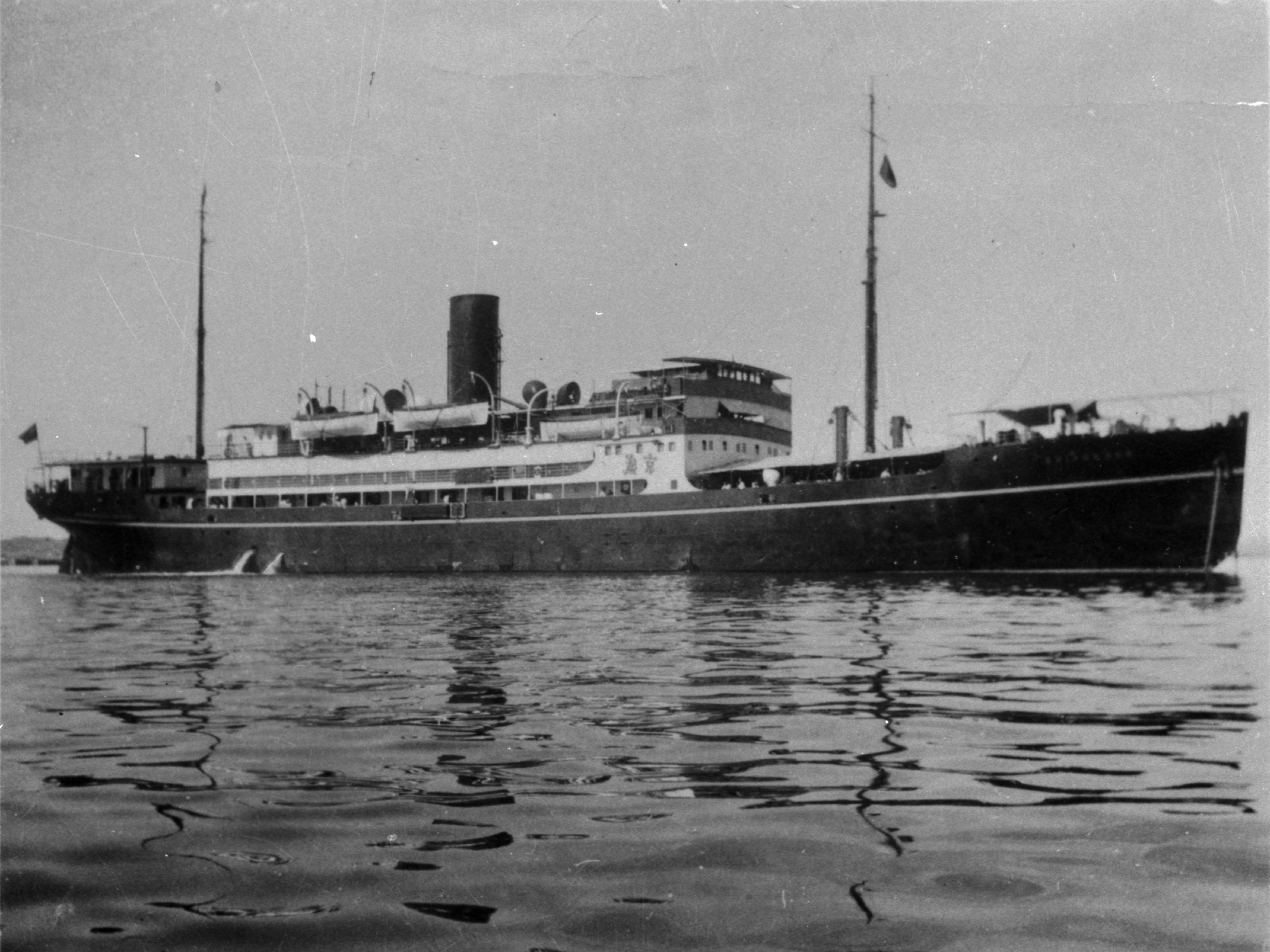
順天號（英语：SS Shuntien (1934)）（1934年建造）
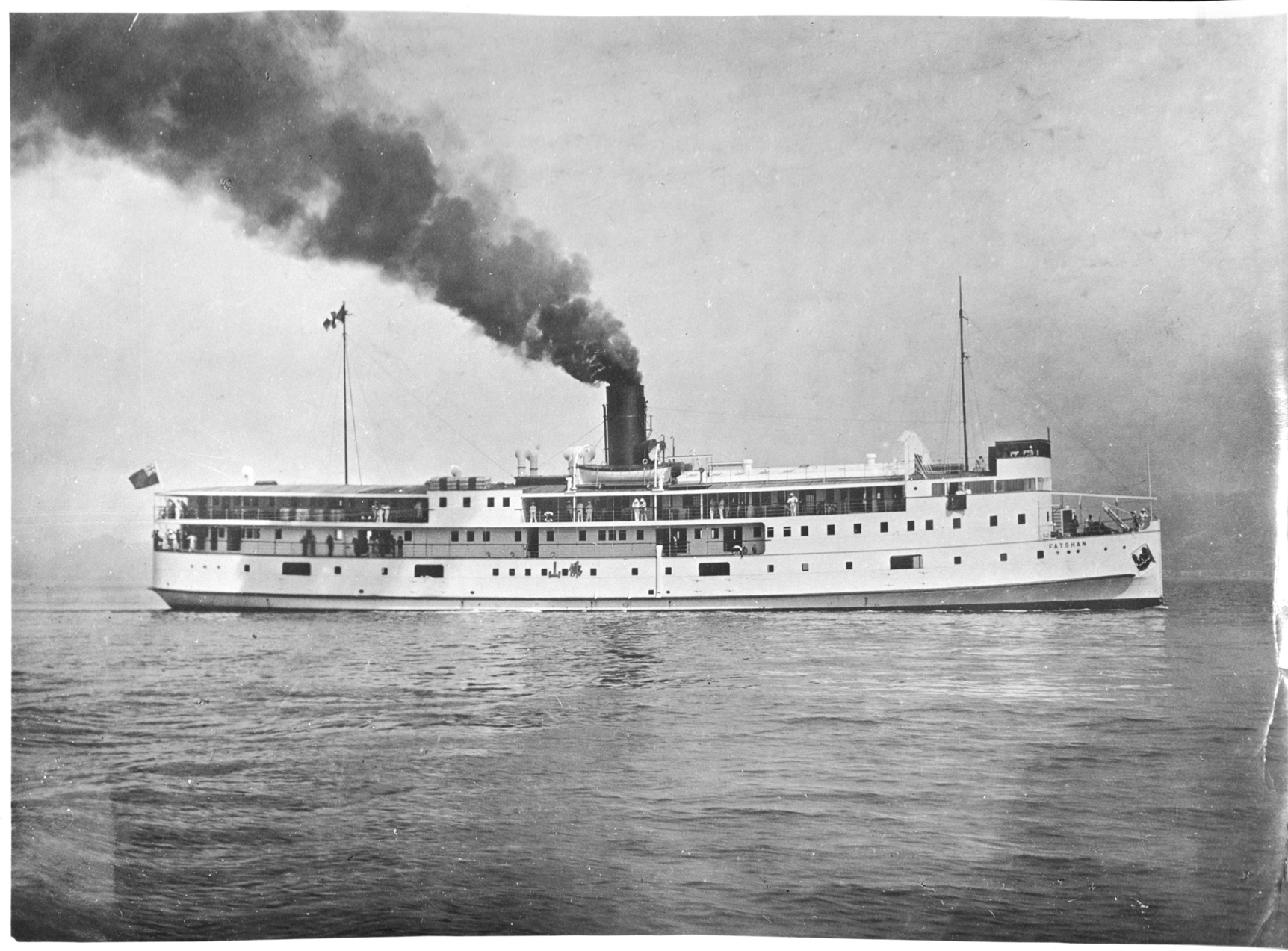
佛山號

## 外部連結
- 太古 | 太古今昔 - Swire（页面存档备份，存于）